# أبو مقرئ محمد البطوي
أبو مقرئ (أو المقرئ) محمد بن علي البطوي (مواليد منطقة الريف، تُوفي 1331) هو عالم فلك مغربي كتب قصيدة (أرزاجة) في التقويم وعلم الفلك وتحديد ساعات الصلاة. علَّق على قصيدته عبد الرحمن الجدري (1375-1416) والقلصادي (1412-1487).